# Supplemental Streaming SIMD Extensions 3
SSSE3 (Supplemental Streaming SIMD Extensions 3) bezeichnet die mit Intels Core-Architektur eingeführten Erweiterungen des SSE3-Befehlssatzes. Firmenintern werden auch die Bezeichnungen Tejas New Instructions (TNI) oder Merom New Instructions (MNI) verwendet. SSSE3 wird fälschlicherweise oft als SSE4 bezeichnet, jedoch stellt SSE4 eine vollkommen andere Befehlssatzerweiterung dar.

## Neue Befehle
SSSE3 erweitert den SSE3-Befehlssatz um 16 neue Befehle. Da diese sowohl auf 64-Bit-MMX-Register als auch auf 128-Bit-SSE-Register angewendet werden können, gibt Intel an, es seien 32 Befehle.
- psignw, psignd, psignb
- pshufb
- pmulhrsw, pmaddubsw
- phsubw, phsubsw, phsubd
- phaddw, phaddsw, phaddd
- palignr
- pabsw, pabsd, pabsb

SSSE3 wurde als Teil der Intel-Core-Mikroarchitektur präsentiert, und erstmals in den Prozessorkernen Merom (Notebook), Allendale/Conroe (Desktop) und Woodcrest (Server) integriert.

## CPUs mit SSSE3
- Intel Atom (alle Prozessoren)
- Intel Celeron (ab Prozessorkern Conroe-L)
- Intel Celeron M (ab Prozessorkern Merom-1024)
- alle Prozessoren der Intel-Core-2-Serie
- alle Prozessoren der Intel-Core-i-Serie
- Intel Pentium Dual-Core
- Intel Xeon (ab Prozessorkern Woodcrest)
- VIA Nano
- AMD Bulldozer
- AMD Fusion
- AMD Ryzen